# Hipótesis indicadora
Una hipótesis indicadora es una proposición que relaciona un fenómeno observable con otro que no lo es, indicando la existencia o alguna característica del segundo.
Una definición más precisa, ofrecida por el filósofo argentino Mario Bunge, es esta: Un indicador es una hipótesis controlada de manera independiente que relaciona variables hipotéticas con variables observables.
Puesto que conectan observables con inobservados o inobservables, las hipótesis indicadoras son un elemento fundamental en la discusión sobre el realismo en la filosofía de la ciencia (o epistemología) y es una noción especialmente importante en el planteamiento del realismo científico, pese a lo cual, no suelen ocupar un lugar central en los textos de filosofía de la ciencia. Una razón plausible de ello es que muchos de esos textos están inspirados en las posiciones fenomenistas derivadas de la "concepción heredada" en filosofía de la ciencia.

## Ejemplos de indicadores en diversas disciplinas científicas
I) Físicos
a) La frecuencia e intensidad del sonido emitido por un contador Geiger indica la presencia e intensidad o cercanía de una fuente de radiactividad.
II) Químicos 
a) El color rosado que adquieren ciertas soluciones al añadírseles fenolftaleína, es un indicador de que el pH de la solución es básico. Del mismo modo, la ausencia de un cambio en el color de una solución a la que se añade fenolftaleína es un indicador de su acidez.
III) Biológicos
a) La pisada de un animal en la arena es un indicador de que ha estado presente en el área.
b) La solución de continuidad en la representación blancuzca de los huesos del antebrazo de una persona en una radiografía, es un indicador de una fractura.
IV) Sociales
a) El índice de Gini es un indicador habitualmente utilizado para medir el nivel de desigualdad de un país.